# Felipe G. Perles Martí
Felipe G. Perles Martí (Gandía, Valencia; 4 de junio de 1931-ibídem; 22 de octubre de 1994) fue un historiador español.
Fue presidente de la Sociedad Valenciana de Heráldica y Genealogía, miembro de la Real Academia de Bellas Artes de San Carlos de Valencia y cronista oficial de la ciudad de Gandía. Es autor de diversas obras de divulgación.

## Obras
- Joan Roís de Corella. Biobibliografía (1977)
- Ausiàs March. Genealogía (1978)
- Joanot Martorell. Crestomatía (1979)
- Gandía: rutas turísticas de la Safor (1979)
- Historia gráfica de Gandia (1981)
- Historia del Convento de San Roque de Gandía (1982)
- El monasterio de San Jerónimo de Gandía (1988)
- Una voz de siete siglos. El Real Monasterio Sanjuanista de N. S. de la Rápita (Orden de Malta) (1990)
- Denia en el recuerdo (2002)